# Val-d'Izé
 Val-d'Izé  es una población y comuna francesa, situada en la región de Bretaña, departamento de Ille y Vilaine, en el distrito de Rennes y cantón de Vitré-Ouest.

## Demografía
| 1653 | 1631 | 1575 | 1740 | 1811 | 2082 |
| Para los censos de 1962 a 1999 la población legal corresponde a la población sin duplicidades (Fuente: INSEE [Consultar]) |      |      |      |      |      |